# فردریک داکین
فردریک داکین (انگلیسی: Frédéric Daquin؛ زادهٔ ۲۳ سپتامبر ۱۹۷۸) بازیکن فوتبال اهل فرانسه است.
از باشگاه‌هایی که در آن بازی کرده‌است می‌توان به باشگاه فوتبال کن، باشگاه فوتبال شارتر، باشگاه فوتبال داندی، و باشگاه فوتبال هیبرنین اشاره کرد.
وی همچنین در تیم‌های ملی فوتبال فرانسه، و فرانسه، بازی کرده‌است.